# White Marsh
White Marsh és una concentració de població designada pel cens dels Estats Units a l'estat de Maryland. Segons el cens del 2000 tenia 8.485 habitants.

## Demografia
Segons el cens del 2000, White Marsh tenia 8.485 habitants, 3.337 habitatges, i 2.355 famílies. La densitat de població era de 619,3 habitants per km².
Dels 3.337 habitatges en un 33,6% hi vivien nens de menys de 18 anys, en un 58,1% hi vivien parelles casades, en un 9,3% dones solteres, i en un 29,4% no eren unitats familiars. En el 22,1% dels habitatges hi vivien persones soles el 3,9% de les quals corresponia a persones de 65 anys o més que vivien soles. El nombre mitjà de persones vivint en cada habitatge era de 2,54 i el nombre mitjà de persones que vivien en cada família era de 3,01.
Per edats la població es repartia de la següent manera: un 23,6% tenia menys de 18 anys, un 7,6% entre 18 i 24, un 34,2% entre 25 i 44, un 26,2% de 45 a 60 i un 8,5% 65 anys o més.
L'edat mediana era de 37 anys. Per cada 100 dones de 18 o més anys hi havia 91,5 homes.
La renda mediana per habitatge era de 61.627 $ i la renda mediana per família de 70.600 $. Els homes tenien una renda mediana de 46.171 $ mentre que les dones 32.966 $. La renda per capita de la població era de 26.317 $. Entorn del 3,1% de les famílies i el 2,7% de la població estaven per davall del llindar de pobresa.

## Poblacions més properes
El següent diagrama mostra les poblacions més properes.